# Historier fra en krigsgeneration
Historier fra en krigsgeneration er en dansk dokumentarfilm fra 1992, der er instrueret af Kasper Leick efter manuskript af ham selv og Mariella Harpelunde Jensen.

## Handling
Filmen tager udgangspunkt i den libanesiske borgerkrig, som har raset i 16 år - men er samtidig et tidløst dokument på de mekanismer, krigen udløser i mennesker, de valg den tvinger ofrene til at tage. En film om menneskelige konflikter.